# 舒怡
舒怡（1985年5月24日—），上海人，中国电视女主播。中国共产党党员。2003年上海市市北中学高中，2007年复旦大学新闻学院本科，2009年中国传媒大学研究生毕业。现供职于SMG融媒体中心上视编播部，主持《新闻坊》。

## 简介
1996年，年仅11岁的舒怡成为上海有线电视台《小小看新闻》主播，从此与电视结下不解之缘。
2009年从中国传媒大学研究生毕业后来上海广播电视台工作。工作初期曾担任原电视新闻中心记者、编辑。
2011年开始主持新闻主持生涯，主持上视新闻综合频道的《上海早晨》《上海摩天轮》《大家帮侬忙》，偶尔代班《午间新闻连连看》和《新闻坊》，客串主持《名医话养生》。
2016年之后随着她结婚生子，离开《上海早晨》，开始成为《新闻坊》的固定主持人，但在《上海早晨》中偶尔代班。
除常规新闻主持外，她亦参加了723甬温线事故、迎战台风“海葵”、“上海电视新闻55周年”、延安东路隧道封闭大修、东方之星客船翻沉事故、《城市荣光》纪念上海解放70周年等直播特别报道。
舒怡热心公益，曾作为《新闻坊》“助力志愿”项目演讲代表参加2017年全国学雷锋志愿服务“四个100”先进典型评比活动的上海推选。
舒怡已婚，其丈夫秦博为SMG融媒体中心首席编导，医疗纪录片《人间世1》的编导和《人间世2》的总导演。2016年11月11日在上海举行婚礼。育有一子，小名“小花生”。

## 主持节目简表
| 频道             | 主持节目名称       | 备注                                   |
| ---------------- | ------------------ | -------------------------------------- |
| 上视新闻综合频道 | 上海早晨           | 原为该节目固定主播，现时为代班主播     |
| 上视新闻综合频道 | 上海摩天轮         |                                        |
| 上视新闻综合频道 | 午间新闻（连连看） | 现已停播                               |
| 上视新闻综合频道 | 新闻坊             | 原为该节目客串主播，现时为固定主播。   |
| 上视新闻综合频道 | 大家帮侬忙         | 现已停播并入《新闻坊》，亦为该节目配音 |
| 上视新闻综合频道 | 名医话养生         | 现已停播，客串主持                     |

## 获奖与提名
- 上海广播电视台传媒人奖
- 2015年上海广播电视台播音主持新秀提名
- 上海广播电视奖